# Европейский удильщик
Европейский удильщик, или европейский морской чёрт (лат. Lophius piscatorius), — хищная рыба отряда удильщикообразных. Название «морской чёрт» этот вид получил из-за очень непривлекательной внешности. Распространён в восточной части Атлантического океана.
Промысловая рыба. Мясо белое, плотное, без костей. Особенно популярен во Франции и Италии.

## Внешний вид

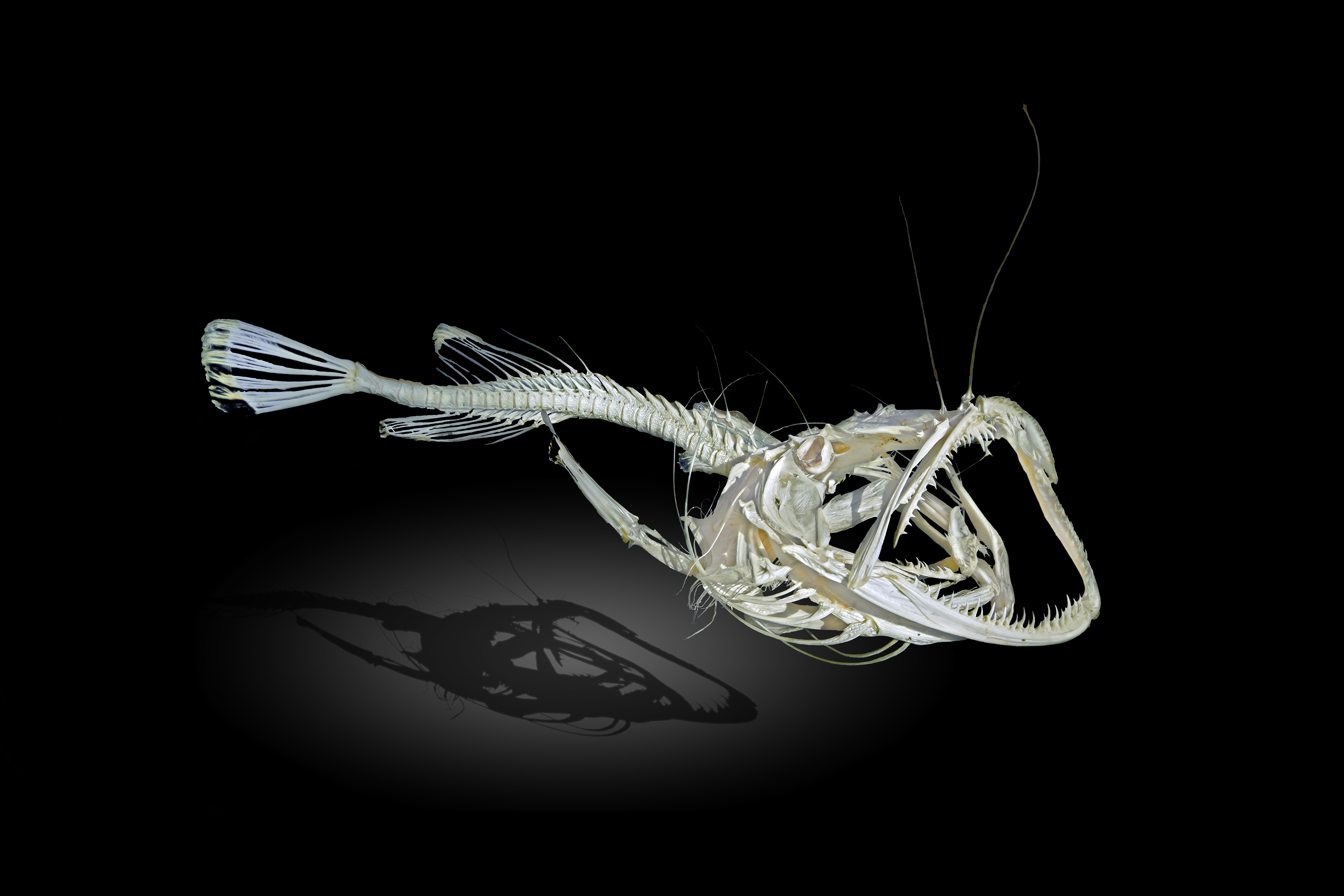
Скелет Lophius piscatorius

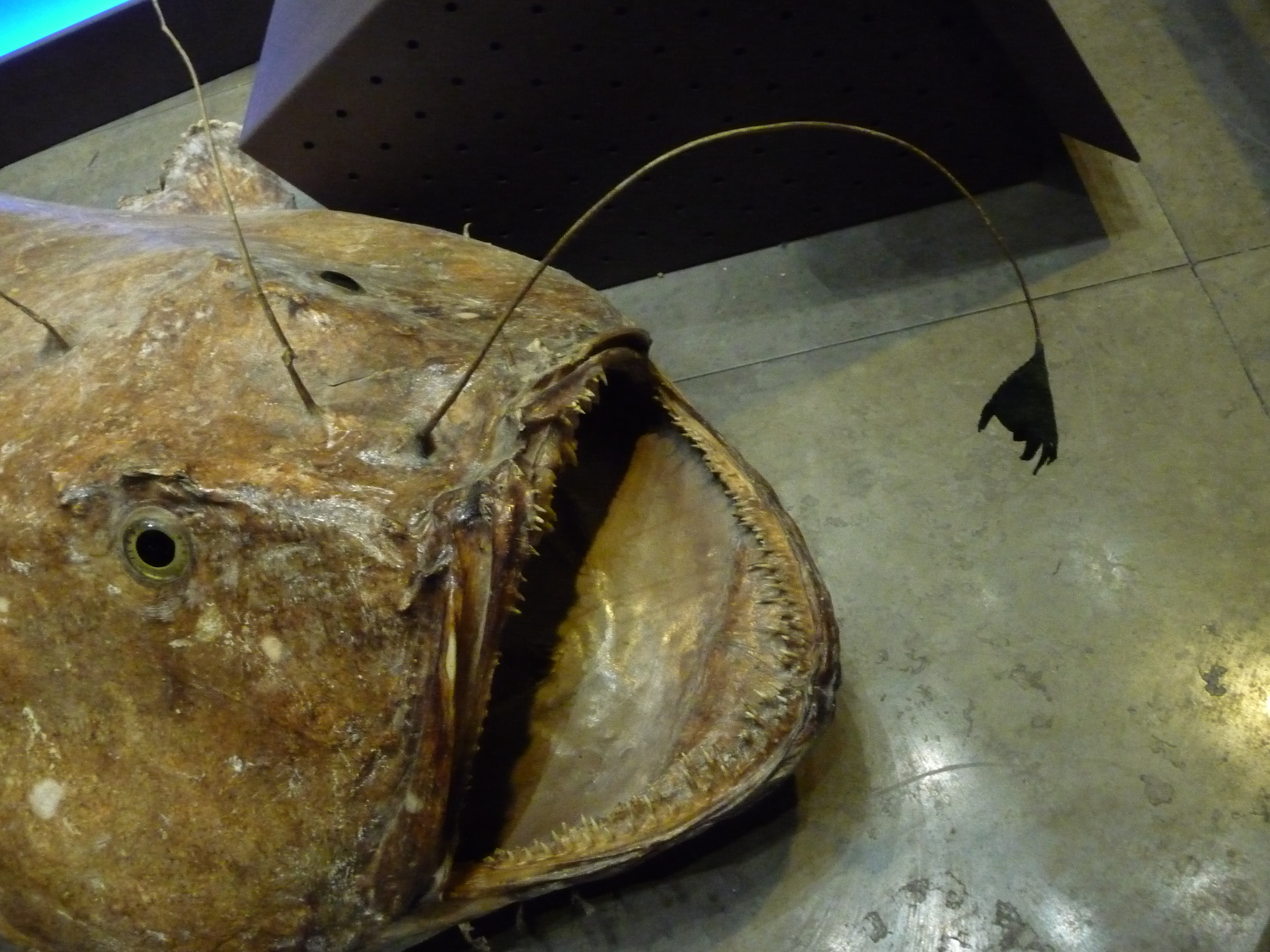
Голова европейского удильщика

Длина тела — до 2 м, чаще 1—1,5 м. Максимальная масса 57,7 кг. Тело голое, покрытое многочисленными кожистыми выростами и костными бугорками. По обеим сторонам головы, по краю челюсти и губ свисают бахромой клочья кожи, шевелящиеся в воде, словно водоросли, что делает его малозаметным на грунте.
Туловище приплюснутое, сжатое в спинно-брюшном направлении. Голова плоская, широкая, сплющенная сверху. Рот большой, полукруглый, с выступающей вперёд нижней челюстью и острыми крючковатыми зубами. Глаза маленькие.
Жаберные отверстия широкие, расположены под основаниями грудных плавников. Мягкая кожа без чешуи; обильная кожная бахрома по краю туловища.
Передний спинной плавник состоит из шести лучей; три первых обособлены. Самый первый луч спинного плавника трансформирован в «удочку» (иллиций) с эской на конце. Конец эски раздвоен на два плоских широких листовидных лепестка. Длина иллиция достигает 25 % от длины тела. Второй спинной (10—13 мягких лучей) и анальный (9-11 мягких лучей) плавники расположены друг против друга вблизи хвостового стебля. Грудные плавники сильно увеличены и расширены на конце. Они могут совершать вращательные движения, что позволяет рыбе ползать по дну. Брюшные плавники расположены на горле.
Окраска: спина коричневатая, зеленовато-коричневая или красноватая, с тёмными пятнами. Брюшная сторона белая, за исключением чёрного заднего края грудных плавников.

## Ареал
Распространён в Атлантическом океане у берегов Европы от Исландии и Баренцева моря до Гвинейского залива и Чёрного моря, Северного моря, Ла-Манша, Балтийского моря. Обитает на глубине 20-1000 м.

## Особенности биологии

### Образ жизни
Типичные обитатели дна, обычно встречаются на песчаном и илистом дне (иногда полузарыты в него), а также среди водорослей и между обломками скал.

### Питание
Хищник, основной рацион которого — рыбы. Способен подползти и даже подпрыгнуть при помощи рукоподобных грудных плавников. Чаще всего морской чёрт лежит неподвижно и, сливаясь с дном, привлекает добычу приманкой-эской. Когда та подплывает к охотнику, удильщик в доли секунды открывает пасть и засасывает воду вместе с жертвой.

### Размножение
Самцы европейского удильщика созревают в возрасте 6 лет при средней длине тела 50,3 см, а самки — в возрасте 14 лет при длине тела 93,9 см. Нерестятся у Британских островов в марте—мае, у берегов Пиренейского полуострова в январе—июне. Нерест происходит на значительных глубинах (400—2000 м). Самки вымётывают икру в виде студенистой полосы длиной до 9 м и шириной 90 см. Молодые рыбы переходят к донной жизни при длине 5—6 см.

## Взаимодействие с человеком
Ценная промысловая рыба. В 2005—2014 годах мировые уловы европейского удильщика варьировались от 25,3 до 33,2 тысяч тонн. Ловят донными тралами, жаберными сетями и донными ярусами. Больше всех добывают Великобритания и Франция.

### В гастрономии
Приведённое в данном разделе описание относится к другому виду ( Дальневосточный морской чёрт).
Богатый белками морской чёрт с низким содержанием жиров в Японии считается полезным для здоровья, но изысканным деликатесом является обладающая особым вкусом печень этой рыбы, так называемая «морская фуа-гра». У морского чёрта съедобно всё, кроме костей. Каждую его часть сначала отваривают, тщательно удаляя жир, а затем варят в бульоне «даси». Коллаген, содержащийся в больших количествах в желатине, производящемся из кожи этой рыбы, обладает эффектом омолаживания кожи. Сезон морского чёрта ― зима, и блюда из этой рыбы едят с октября по июнь. По мнению японцев, морской чёрт имеет удивительный вкус, который невозможно вообразить по его внешнему виду. Блюда из этой рыбы пользуются успехом у японцев. В Токио есть рестораны, специализирующиеся на блюдах из морского чёрта («анко»).